# 黄勇刹
黄勇刹（1929年—1984年），原名黄玉琛，笔名洞眼、南风、新浪，男，壮族，广西田阳人，中国诗人、民间文艺家，中国文学艺术界联合会全国委员会委员。